# Mycoplasma cloacale
Mycoplasma cloacale è una specie di batterio appartenente alla famiglia delle Mycoplasmataceae.